# Kohan, Verhovîna
Kohan (în ucraineană Кохан) este un sat în comuna Dovhopole din raionul Verhovîna, regiunea Ivano-Frankivsk, Ucraina.

## Demografie
Componența lingvistică a localității Kohan
     Ucraineană (99,32%)
     Alte limbi (0,68%)
Conform recensământului din 2001, majoritatea populației localității Kohan era vorbitoare de ucraineană (99,32%), existând în minoritate și vorbitori de alte limbi.